# Texto informativo
En el lenguaje escrito, el texto informativo es aquel en el que el emisor o circunstancias reales o como tema particular al receptor (lector).
Estos textos son narraciones informativas de hechos actuales de forma objetiva. En muchos casos existe diferencia con el texto expositivo, pues todos pretenden presentar un tema determinado, aunque en el informativo se persigue el propósito de explicar o enseñar un hecho sin usar ningún recurso.